# Darexaban
Darexaban, già noto con la sigla YM150, commercializzato come sale darexaban maleato,  è un composto anticoagulante ed antitrombotico, un inibitore diretto del fattore Xa.  Il farmaco è stato sviluppato dalla società farmaceutica Astellas Pharma. 
Il farmaco è oggetto di studio per la prevenzione del tromboembolismo venoso dopo intervento ortopedico sugli arti inferiori, nella prevenzione dell'ictus cerebrale in soggetti affetti da fibrillazione atriale e degli eventi ischemici nella sindrome coronarica acuta.

## Farmacodinamica
Darexaban è un inibitore potente, reversibile, diretto ed estremamente selettivo del sito attivo del fattore Xa. 
L'anticoagulante non necessita dell'antitrombina III per svolgere l'attività antitrombotica.
Darexaban inibisce sia il fattore Xa libero che quello legato al coagulo e l'inibizione del fattore Xa da parte della molecola previene la generazione della trombina e lo sviluppo del trombo determinando una diminuzione della formazione di coaguli di sangue che è dose dipendente. Darexaban non inibisce direttamente l'aggregazione delle piastrine, ma impedisce indirettamente l'aggregazione piastrinica che viene indotta dalla trombina.
Come conseguenza dell'attività inibitoria esercitata sul fattore X attivato (FXa) la molecola determina un prolungamento di diversi test di coagulazione, ed in particolare del tempo di protrombina (PT), dell'International Normalized Ratio (INR) e del tempo di tromboplastina parziale attivata (aPTT).

## Farmacocinetica
Dopo somministrazione per via orale darexaban viene rapidamente assorbito dal tratto gastrointestinale. La concentrazione plasmatica massima (Cmax) viene raggiunta a distanza di 1-3 ore dall'assunzione della sostanza. L'effetto del cibo sull'assorbimento è clinicamente irrilevante, il che rende il farmaco somministrabile indipendentemente dai pasti.
Nell'organismo la molecola viene intensamente metabolizzata a darexaban glucuronide che rappresenta il metabolita farmacologicamente attivo. Questa bio trasformazione è verosimilmente conseguente al metabolismo di primo passaggio epatico grazie all'intervento dell'enzima UDP-glucoronosiltrasferasi. Il metabolismo di darexaban si verifica anche nel piccolo intestino, ma in misura molto minore. La glucuronidazione di darexaban si verifica rapidamente, quindi il tempo di dimezzamento della molecola in sé è breve. Tuttavia, il metabolita, darexaban glucuronide ha una lunga emivita terminale che è pari a 14-18 ore. Darexaban non presenta interazioni significative con gli inibitori e gli induttori di CYP3A4 e della proteina di membrana P-glicoproteina (P-gp).

L'eliminazione della molecola dall'organismo avviene sia per via renale che per via fecale, in proporzioni simili (46.4% e 51.9%, rispettivamente).

## Studi clinici
Darexaban si è dimostrato efficace sicuro e ben tollerato nella prevenzione del tromboembolismo venoso nella chirurgia elettiva di sostituzione dell'anca, ed è stato anche oggetto di studio nella prevenzione dell'ictus cerebrale in soggetti con fibrillazione atriale in uno studio di fase II (OPAL-2).
I risultati dello studio clinico in fase II, RUBY-1, hanno messo in evidenza che la somministrazione orale di darexaban in combinazione con la doppia terapia antiaggregante standard, normalmente utilizzata per i pazienti con sindrome coronarica acuta (SCA) comportava un aumento dei tassi di sanguinamento variabile da due a quattro volte.

## Controindicazioni
Darexaban è controindicato nei soggetti con ipersensibilità nota al principio attivo oppure ad uno qualunque degli eccipienti della formulazione farmacologica.
È inoltre controindicato nei pazienti che presentano emorragie in atto clinicamente significative, ed in coloro che sono affetti da epatopatia associata a coagulopatia e rischio emorragico.